# Dhanagere, Kollegal
Dhanagere là một làng thuộc tehsil Kollegal, huyện Chamarajanagar, bang Karnataka, Ấn Độ.